# Ельшин, Митрофан Алексеевич
Митрофан Алексеевич Ельшин — советский хозяйственный и политический деятель.

## Биография
Родился в 1909 году в Лисках[уточнить]. Член КПСС.
С 1923 года — рабочий железнодорожных мастерских, строитель в Воронежской области, конструктор, начальник конструкторского бюро, начальник цеха, директор Воронежского авиационного завода.
В 1941—1955 гг. — начальник фюзеляжного цеха Куйбышевского авиационного завода.
В 1955—1969 гг. — директор Куйбышевского авиационного завода.
Делегат XXI съезда КПСС.
Умер в 1969 году в Самаре.

## Награды
- Орден Ленина (трижды)
- Орден Трудового Красного Знамени (дважды)